# Katedra Świętego Krzyża w Nordhausen
Katedra Świętego Krzyża (niem. Dom zum Heiligen Kreuz, znana również jako Nordhäuser Dom) – rzymskokatolicka świątynia znajdująca się w niemieckim mieście Nordhausen. Dawna kolegiata, nosi tytuł honorowy Dom, mimo że nigdy nie była siedzibą biskupa.

## Historia
W 961 roku królowa Matylda von Ringelheim założyła w Nordhausen żeńską kapitułę dla wdów. Około 1130 wzniesiono tu romańską bazylikę, z której do dziś zachowała się jedynie krypta. Cesarz Otton III przypuszczalnie podarował świątyni relikwie Krzyża Świętego. Od 1158 przeorysza kapituły była jednocześnie właścicielką Nordhausen. W 1220 Fryderyk II Hohenstauf przekształcił wspólnotę w męską kapitułę kolegiacką. W 1267 roku konsekrowano prezbiterium, a ok. 1300 roku wzniesiono gotycki korpus nawowy. Wyposażenie kościoła zostało zniszczone podczas wojny trzydziestoletniej. W 1675 roku relikwie Krzyża sprzedano do Duderstadt z powodu problemów finansowych. Kapitułę zsekularyzowano w 1810 roku, od tej pory dawna kolegiata służy jako kościół parafialny. W 1843 roku i w latach 1927–1929 świątynię wyremontowano, częściowo z pieniędzy przekazanych przez państwo. W 1927 roku nuncjusz Eugenio Pacelli, późniejszy papież Pius XII, podarował świątyni relikwie Krzyża Świętego z okazji tysiąclecia miasta. Podczas II wojny światowej dwa dzwony zarekwirowano na cele wojenne, a wskutek bombardowania z 4 kwietnia 1945 spłonęła 1/3 dachu i zniszczone zostały witraże. Po zakończeniu wojny świątynię przykryto tymczasowym dachem. W 1962 roku zawieszono dwa nowe dzwony, a w 1964 zrekonstruowano gotycki dach.

## Architektura i wyposażenie
Świątynia romańsko-gotycka, trójnawowa, o układzie halowym. Do prezbiterium przylegają dwie wieże, do obu z nich dostawione są absydy. Nawę główną przykrywa sklepienie gwiaździste, a nawy boczne – sieciowe. Pod korpusem nawowym znajduje się romańska krypta. Prezbiterium zdobią rzeźbione stalle z lat 1370–1400. Barokowy ołtarz główny wykonano w 1726 roku, obecny wygląd uzyskał po przebudowie z roku 1914. Zdobi go obraz ze sceną ostatniej wieczerzy oraz figury świętych: Marii, Matyldy, Heleny, Józefa i Jana Nepomucena. W kościele przechowywany jest obraz Madonny z Dzieciątkiem z około roku 1420, przypisywany Konradowi von Soestowi. Malunek został odkryty w szafie katedralnej zakrystii w 1894 roku. Organy wykonano w 1964 roku w warsztacie Johannes Klais Orgelbau w Bonn, pierwotnie znajdowały się w sali koncertowej ratusza w Kassel. W 1993 roku zdemontowano je, a trzy lata później zrekonstruowano w zmodyfikowanej formie w katedrze w Nordhausen. Składają się z 3 manuałów i 4923 piszczałek zgrupowanych w 56 głosów. Na wieżach katedry zawieszono łącznie cztery dzwony. Trzy większe są bujane, a najmniejszy i zarazem najstarszy dzwon wybija kwadranse. Dane dzwonów:
| Imię                                     | Waga     | Średnica | Ton  | Rok odlania | Ludwisarnia       |
| ---------------------------------------- | -------- | -------- | ---- | ----------- | ----------------- |
| Schlagglocke                             | 130 kg   | 63,7 cm  | ~f'  | 1477        | nieznana          |
| Marien- und Nothelferglocke              | ~600 kg  | 99 cm    | gis' | 1961        | Schilling, Apolda |
| Mathildenglocke                          | ~1200 kg | 126 cm   | e'   | 1961        | Schilling, Apolda |
| Benigna/Marienglocke/Heilig-Kreuz-Glocke | ~2000 kg | 146 cm   | cis' | ok. 1480    | Claus Misner      |

## Galeria

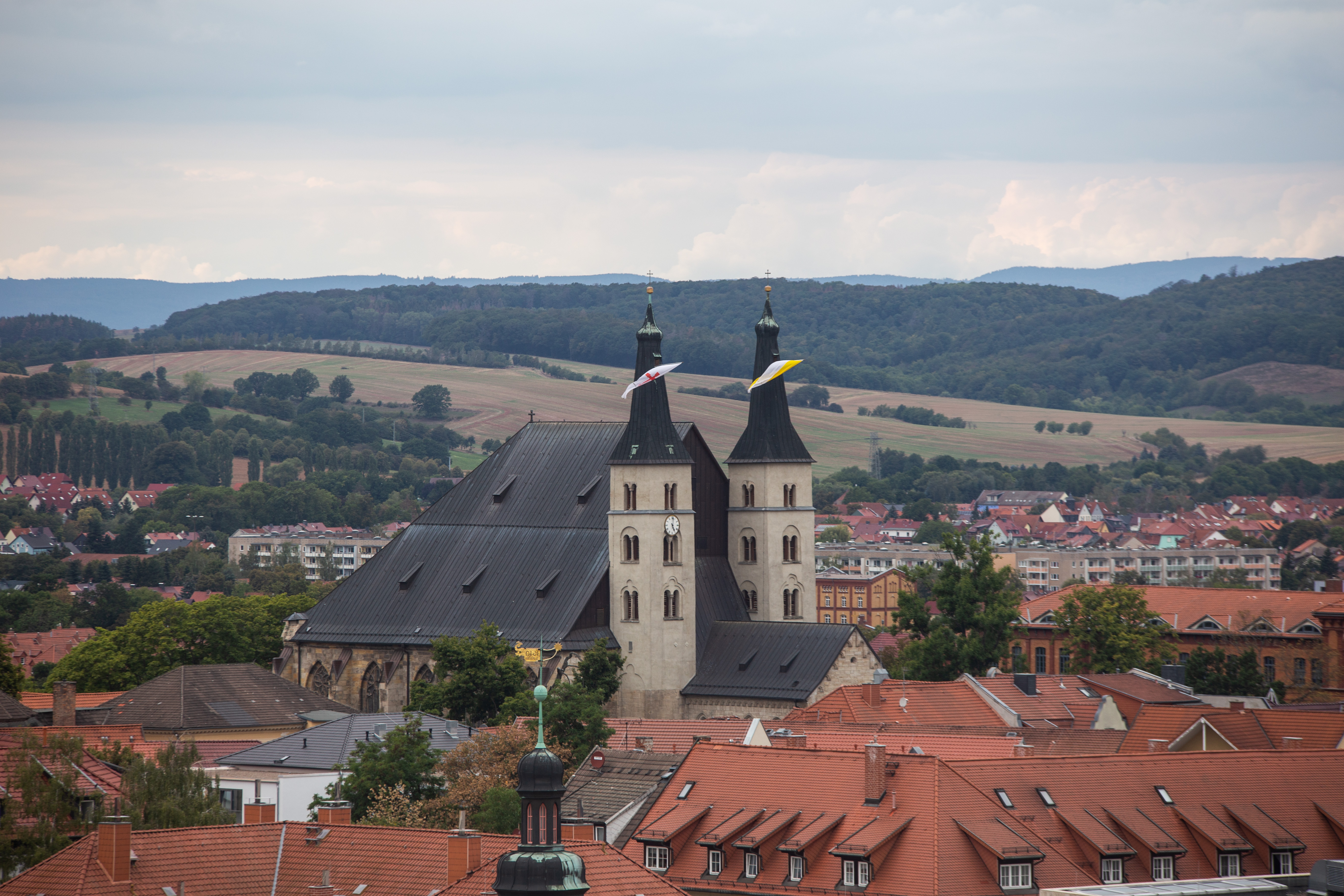
Widok z wieży kościoła św. Piotra(inne języki) (Petri-Turm)
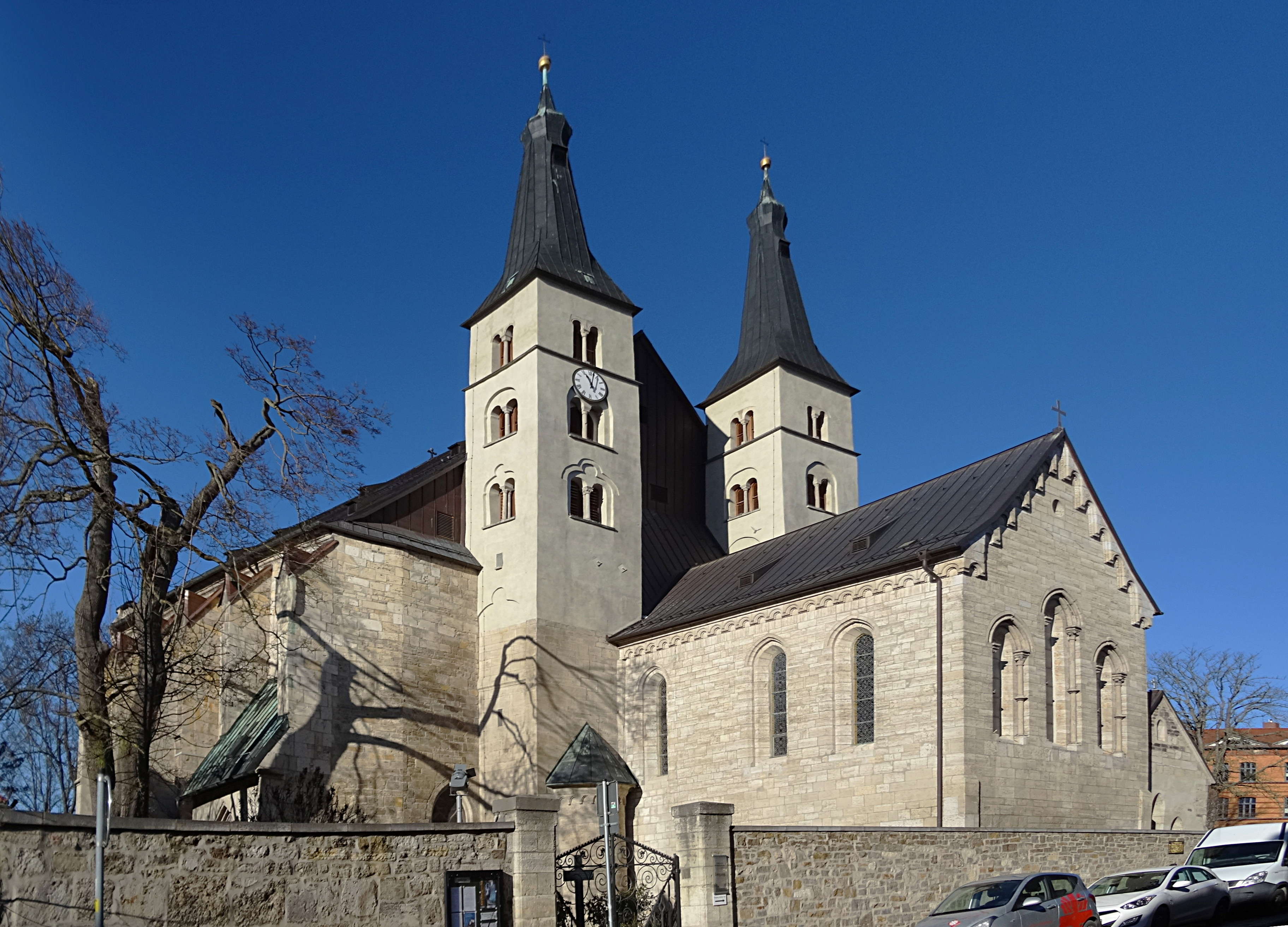
Wieże i prezbiterium
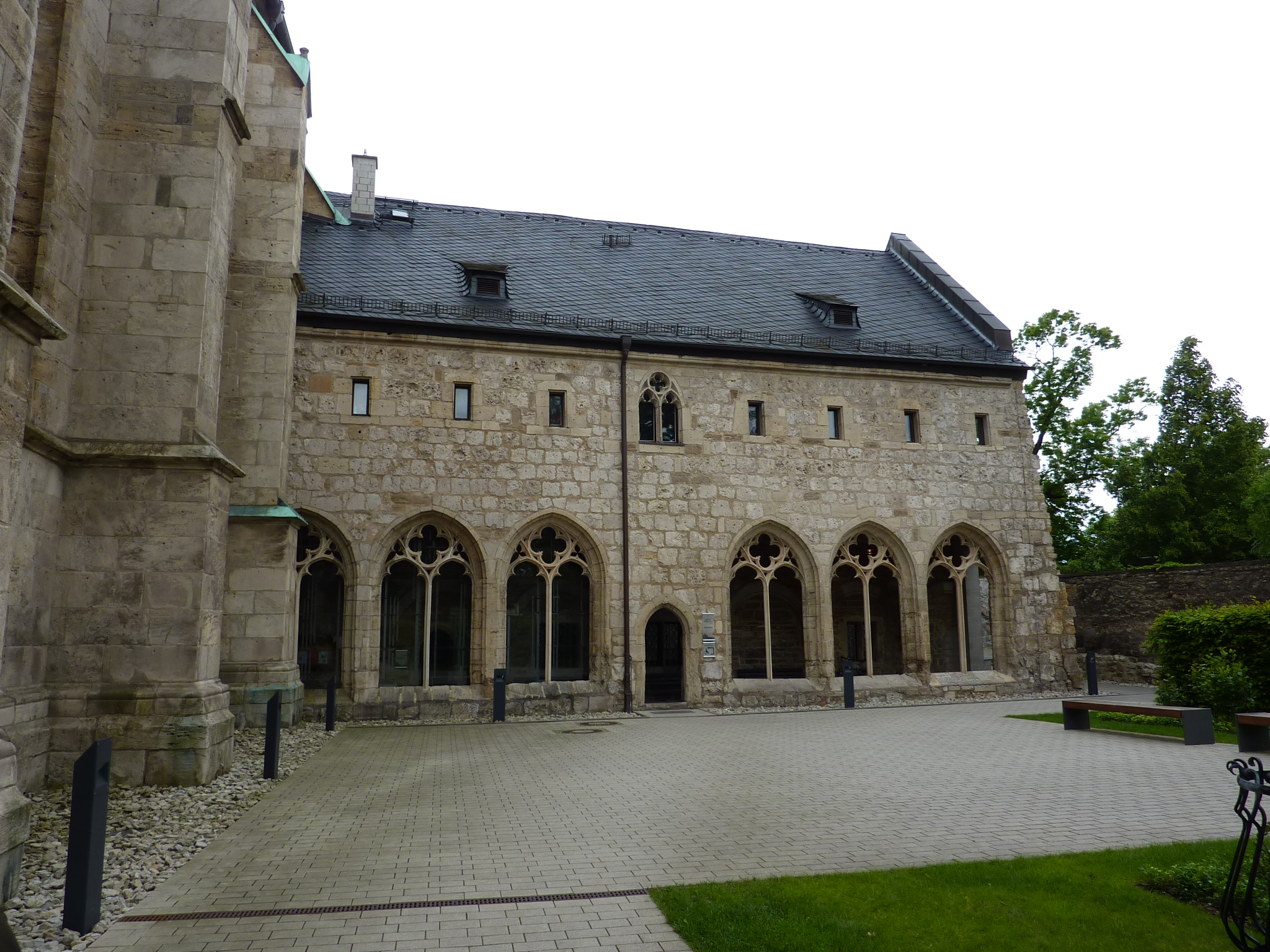
Kapitularz
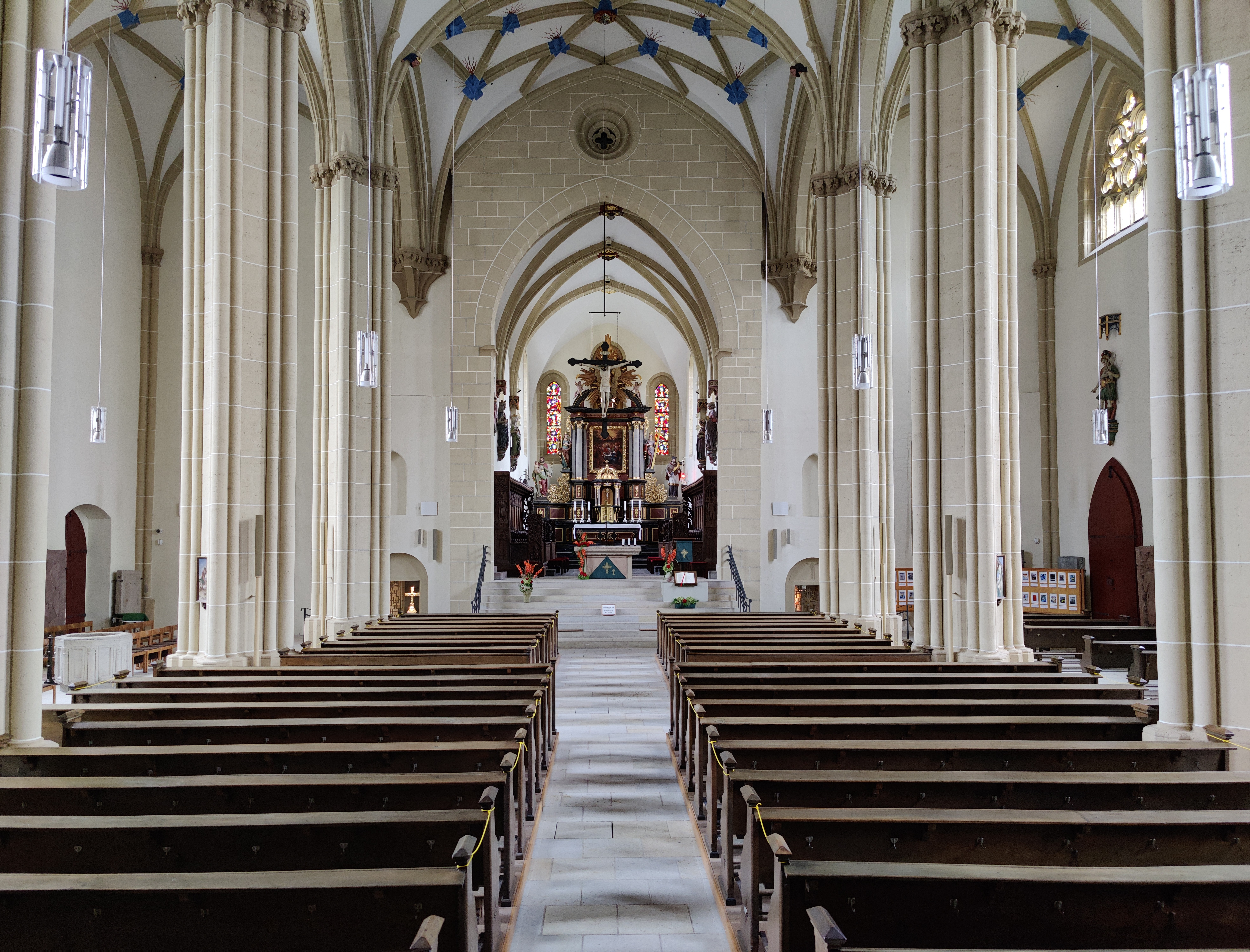
Wnętrze
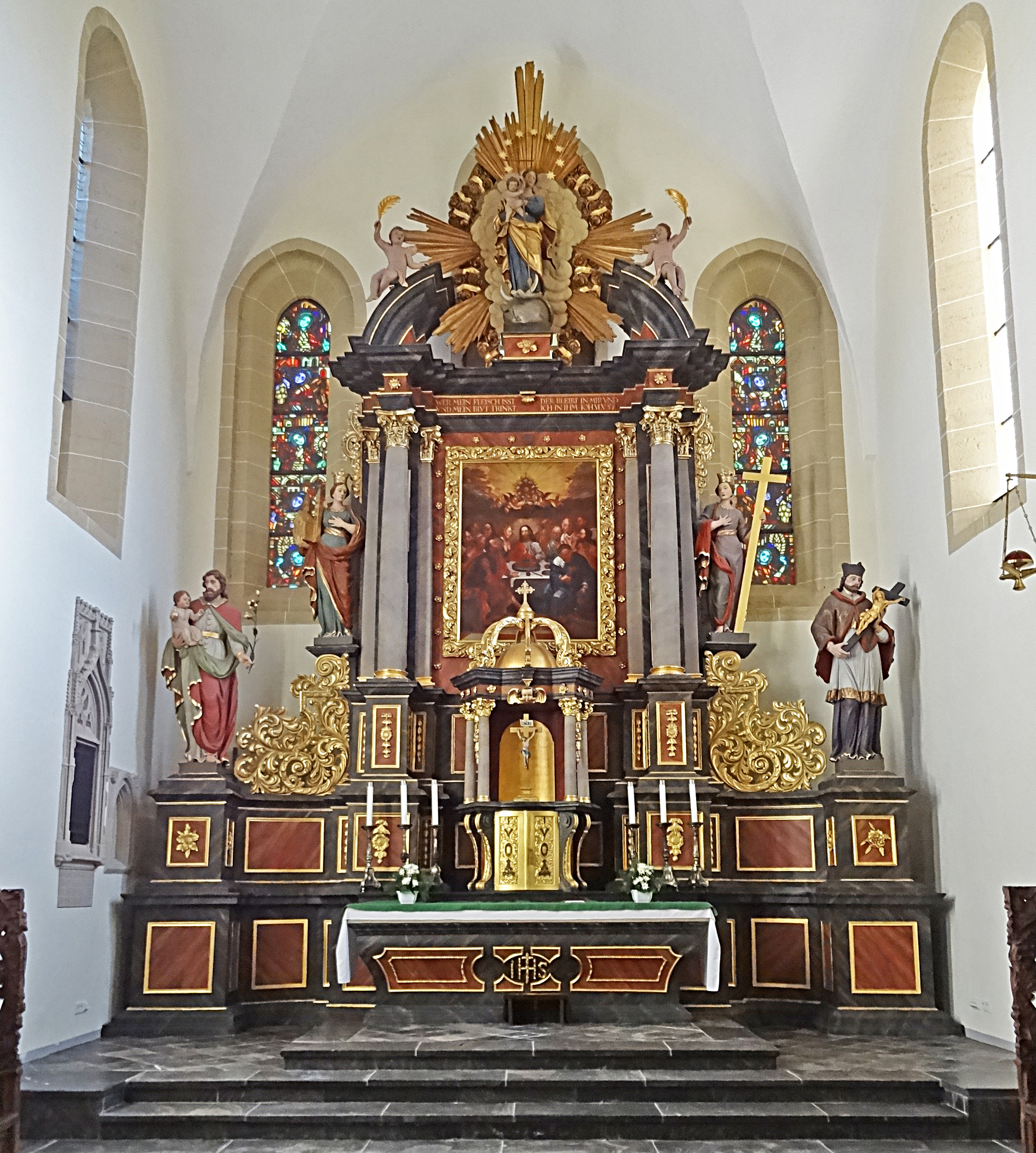
Ołtarz główny
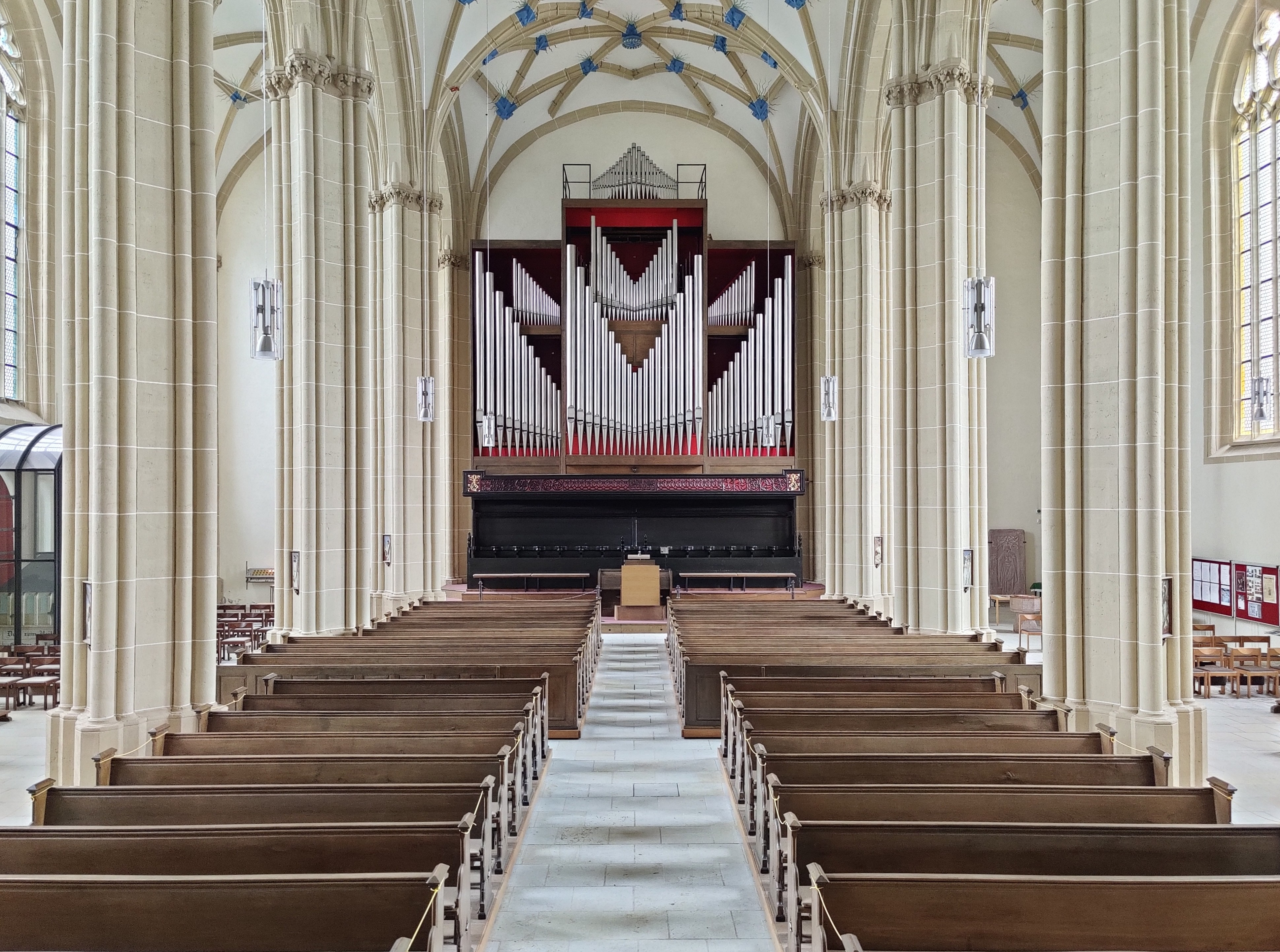
Korpus nawowy i organy
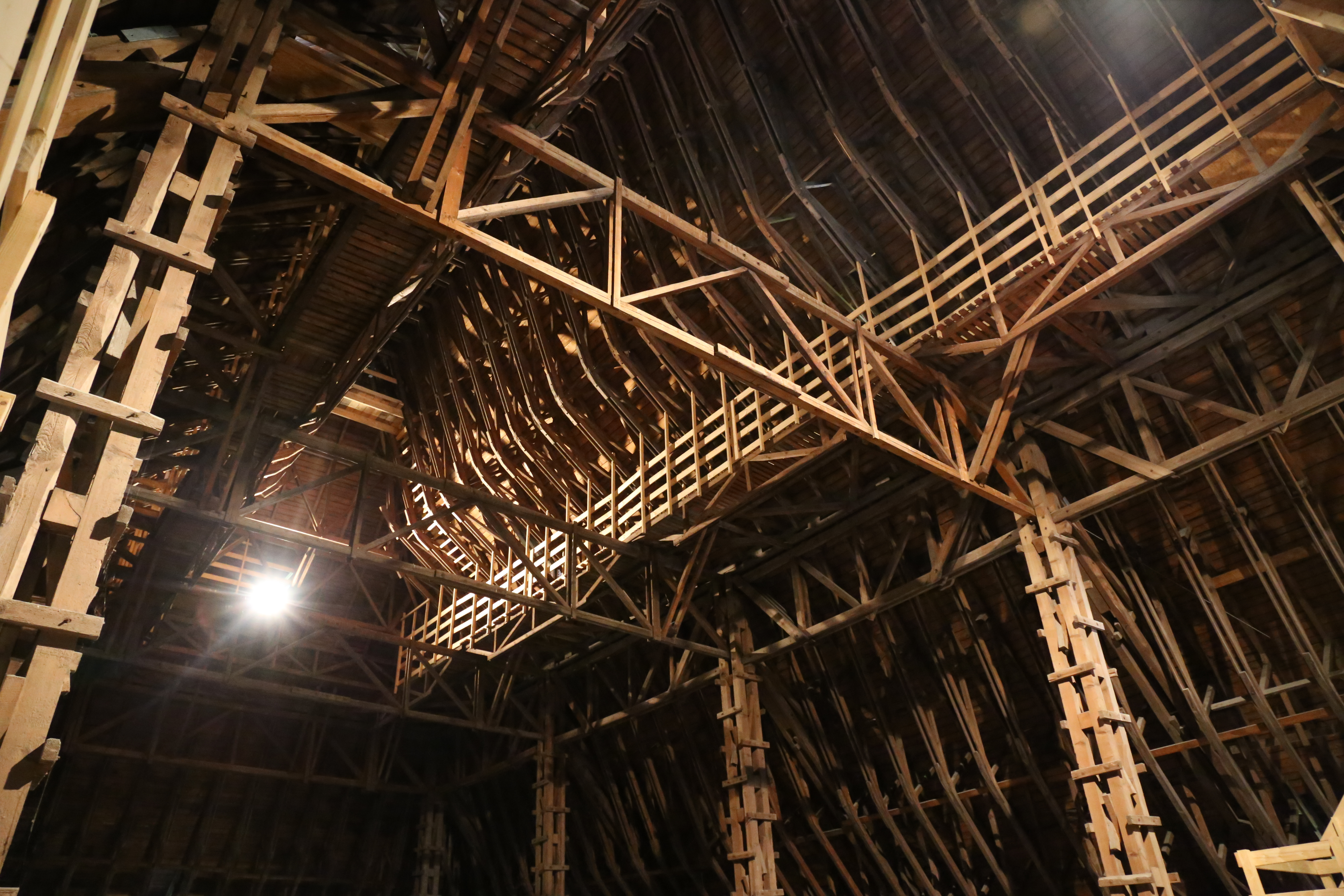
Więźba dachowa
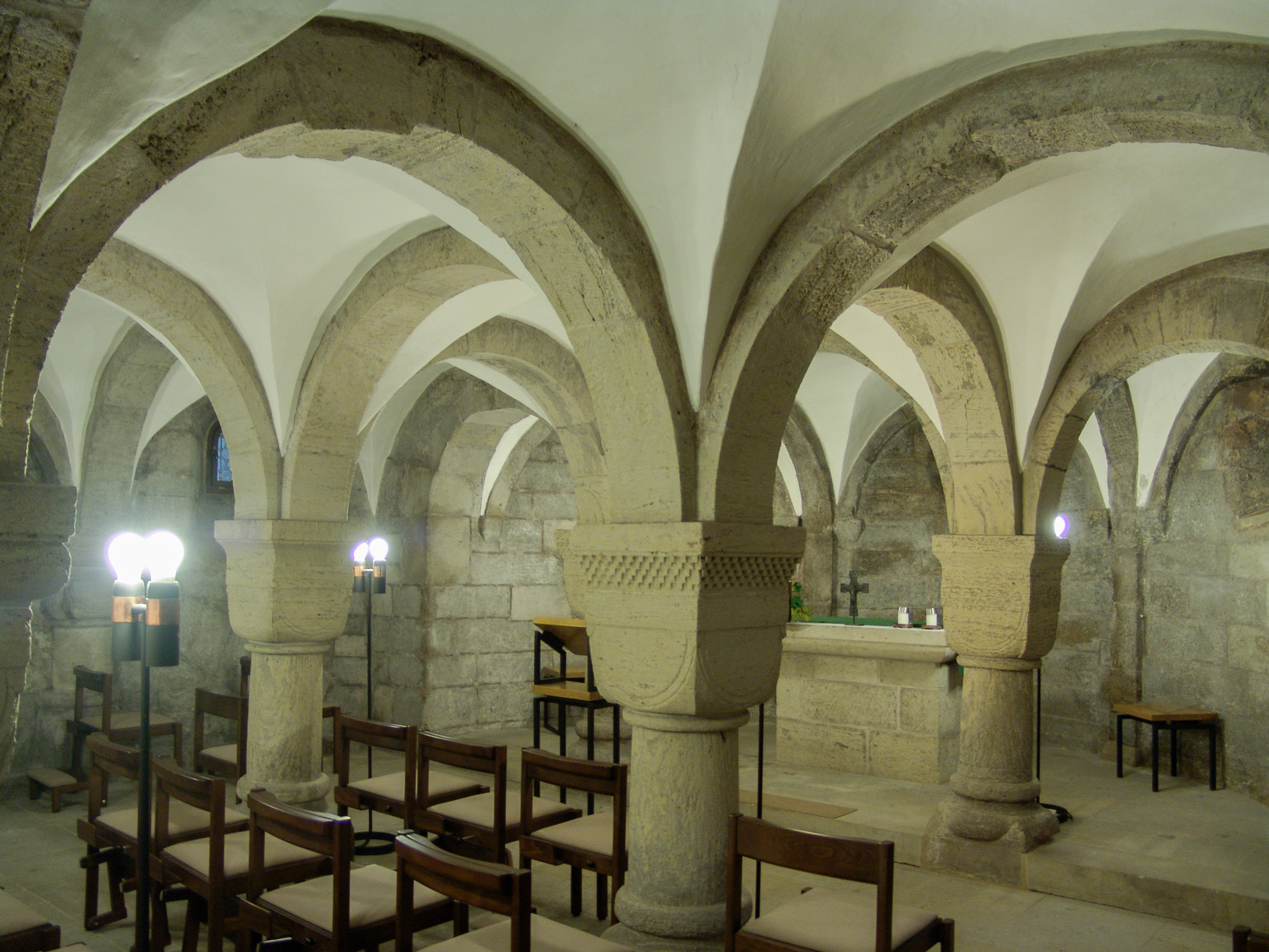
Romańska krypta